# Toshi
Toshimitsu Deyama (jap. 出山利三 Deyama Toshimitsu; ur. 10 października 1965 r. w Tateyamie, w prefekturze Chiba) – piosenkarz, współzałożyciel popularnego japońskiego zespołu X JAPAN. Znany jako Toshi, gra na gitarze i pianinie.
W czasie 10 lat po rozwiązaniu zespołu w 1997 roku podróżował po Japonii i innych krajach, grając akustyczne koncerty dla małej publiczności. Stworzył nową grupę pod nazwą TOSHI with T-EARTH i wyruszył w trasy koncertowe po Japonii. Zespół z nowym typem muzyki - "Eco Hard Rock", wydał pierwszy album "EARTH SPIRIT" w sierpniu 2008 roku.
12 lutego 1997 roku poślubił Kaori Moritani - japońską aktorkę, wokalistkę i modelkę. W 2010 roku nastąpił rozwód pary.
Toshi w 2007 roku powrócił z zespołem X JAPAN.

## Filmografia
- "We Are X" (2016, film dokumentalny, reżyseria: Stephen Kijak)[5]